# Clear Lake (Ontario)
Pour les articles homonymes, voir Clear Lake.
Clear Lake est une communauté de Bracebridge (Ontario) au Canada.
La ville a été construite autour d'une chute d'eau sur la rivière Muskoka au centre de la ville, et est connue pour ses autres chutes d'eau à proximité (Wilson's Falls, High Falls, etc.). Elle a été constituée en 1875.
La ville est le siège du gouvernement du district, un centre de tourisme pour la région de Muskoka, et abrite plusieurs sites historiques, tels que la Tour de l'horloge, la Villa Woodchester, et le pont Silver, qui relie la rue Manitoba à la promenade Ecclestone. Le Silver Bridge a été réparé en 2002.

## Démographie
Lors du recensement de la population de 2021 effectué par Statistique Canada, Bracebridge comptait 17 305 habitants vivant dans 7 233 de ses 9 053 logements privés, soit une variation de 8,1 % par rapport à sa population de 16 010 habitants de 2016. Avec une superficie de 615,2 km2, elle a en 2021 une densité de population de 28,1h/km2.